# Rio Cinciş
O Rio Cinciş é um rio da Romênia, afluente do Cerna, localizado no distrito de Hunedoara.